# Indiana Jones y la última cruzada: Aventura gráfica
Indiana Jones y la última cruzada: Aventura gráfica (originalmente en inglés: Indiana Jones and the Last Crusade: The Graphic Adventure) es un videojuego del tipo aventura gráfica lanzado por LucasArts (en ese momento llamada LucasFilm Games) en julio de 1989 en Norteamérica mientras que a España llegó en junio de 1990. Fue el tercer juego que utilizó el motor de interfaz SCUMM. Está basado en la película del mismo nombre. Fue lanzado para los sistemas de DOS, Amiga, Atari ST y Macintosh
El juego fue relanzado dos veces - primero en 16 bits y una banda sonora digital entera, y después con gráficos de 256 colores, arreglos de pequeños errores y la música en versión original MIDI.

## Argumento
El argumento sigue de cerca, y amplía el de la película del mismo nombre en la que se basa. Indiana Jones acaba de regresar con la Cruz de Coronado, y es asaltado por Donovan, quien le habla del Santo Grial y la pérdida de su padre.
Indy viaja entonces a algunos lugares que se ven en la película, como las catacumbas de Venecia, después de encontrarse con Elsa Schneider. Cuando avanza en la trama, él descubre que su padre se encuentra cautivo en el Castillo de Brunwald, donde deberá pasar por un laberinto de pasillos, luchando y esquivando guardas. Entonces se desvela el doble juego de Elsa cuando ella roba el diario del grial a Indy. Después de escapar, padre e hijo marchan a Berlín para reclamar el diario y tienen un pequeño encuentro con Hitler. Saldrán del aeropuerto para buscar el Valle de la Luna Creciente, en zeppelín o biplano. Hay muchas escenas de acción, incluidas luchas de puños, y la secuencia del biplano sobrevolando Europa perseguido por aviones alemanes.
Algunas piezas clave de la película – como la Hermandad del Grial, amigos de Indy como Sallah, la persecución por las aguas de Venecia y la batalla del desierto – no están incluidas en el juego.

## Detalles técnicos
Se trata de una de las más innovadoras aventuras de LucasArts, que amplió la estructura de la aventura tradicional añadiéndole puntos flexibles (Llamados IQ, o Cociente Indy), un sistema que permitía acabar el juego de diferentes formas. El sistema de puntuación era similar al de los juegos de Sierra Entertainment, de todas maneras cuando reiniciabas o cargabas el juego, el total de IQ de la partida anterior se conservaba. La única manera de aumentarlo era encontrar las soluciones alternativas de los escenarios (Por ejemplo luchar con un guarda en vez de esquivarlo, o al contrario) y se podía alcanzar un máximo de 800 puntos. Este sistema contradecía una de las críticas más habituales a los juegos de aventuras (La cual dice que, dado que solo hay una manera de completar el juego, este no tiene rejugabilidad). Hay que destacar que algunas de las peleas alternativas, como la que se produce con el asistente del zeppelín en el caso de que no tengas ticket, son prácticamente imposibles de pasar, por lo tanto el máximo IQ es difícil de adquirir.
El juego fue originalmente lanzado con gráficos EGA; después fue actualizado con gráficos VGA y una banda sonora orquestal para la versión de FM Towns; solo los gráficos VGA fueron portados al relanzamiento para PC. El proyecto estaba liderado por Noah Falstein, David Fox y Ron Gilbert.
La caja del juego ofrecía una réplica del diario del grial propiedad de Henry Jones, padre de Indy, el cual aparecía en la película. Aunque era muy diferente al que salía en el film, suministraba una maravillosa colección de información y también las protecciones anti-copia.
También fue el primer juego de LucasFilm en incluir los verbos Mirar y Hablar. En algunas situaciones, se daba un primitivo sistema de diálogo en el cual el jugador podía elegir una entre varias frases. Este sistema de diálogos evolucionó completamente en el Monkey Island I y fue usado en el resto de aventuras de LucasArts.
Un juego de acción, también basado en la película (Indiana Jones and the Last Crusade: The Action Game) fue lanzado al mismo tiempo, pero la aventura encontró una aceptación, ventas y críticas mucho mejores.

## Secuelas
La última aventura gráfica con Indiana Jones como protagonista, Indiana Jones and the Fate of Atlantis, fue lanzada en 1992. Tenía un guion completamente nuevo, de gran calidad. Está considerada como una de las mejores aventuras de la historia. 
Después de este lanzamiento, se sucedieron varios juegos que mezclaban la acción y la aventura, al estilo de la serie Tomb Raider.